# 우랄로키노돈
우랄로키노돈(Uralocynodon)은  러시아 우랄산맥에서 발견된 키노돈트 중 하나이며, 프로키노수쿠스과에 속한다. 현재 우랄로키노돈 티버도클보베라는 한 종만이 속해있다.